# Whitney Wright
Whitney Wright (Oklahoma City, 20 settembre 1991) è un'attrice pornografica e regista pornografica statunitense.

## Biografia e carriera
Nata e cresciuta in Oklahoma, ha sempre frequentato scuole private cristiane durante tutto il suo ciclo educativo. In un'intervista ha affermato che questo tipo di educazione ha arricchito la sua personalità e le ha insegnato come trattare le altre persone. In seguito è andata al College per due anni al fine di ottenere la certificazione da infermiera. Prima di intraprendere la carriera di attrice, ha fatto la spogliarellista in diversi locali, tra l'Oklahoma, il Texas, New York e Miami. Ha girato le prime scene nel 2016 a 25 anni per FTV Girls, Amateur Allure e Swallow Salon e immediatamente l'anno successivo firma con l'agente Mark Spiegler.
Nel 2018 ha vinto il premio come migliore nuova attrice agli XRCO Awards mentre nel 2021 ha vinto i suoi primi AVN Awards.
Accanto alla carriera da attrice, nel 2019 ha intrapreso anche quella da regista, girando come prima scena Adelaide.

## Riconoscimenti
- AVN Awards
  - 2021 – Best Group Sex Scene per Climax con Angela White, India Summer, Britney Amber, Jane Wilde, Avi Love, Seth Gamble, Codey Steele, Ryan Driller e Eric Masterson[12]
  - 2021 – Best Quarantine Sex Scene per Teenage Lesbian, One Year Later con Alina Lopez, Kristen Scott, Aidra Fox, Kenna James e Kendra Spade[13]

XRCO Award
- 2018 – Best New Starlet condiviso con Lena Paul[14]